# John Thayer (padre)
John Thayer (1755 – 17 de fevereiro de 1815) foi o primeiro nativo da Nova Inglaterra ordenado ao sacerdócio católico romano. Ele nasceu em Boston, Massachusetts. Thayer foi educado no Yale College e foi protestante em sua juventude. Foi ordenado ministro congregacional e serviu como capelão durante a Guerra Revolucionária Americana. Ao visitar Roma em 1783, ele se converteu à fé católica romana, um ato que causou sensação na Nova Inglaterra na época. Ele creditou sua conversão a milagres atribuídos ao notável mendigo, São Benedito José Labre, que viveu e morreu naquele período.
Thayer estudou para o sacerdócio com a ordem Sulpiciana em Paris, onde foi ordenado em 1789. Após seu retorno a Boston, ele estabeleceu uma pequena capela na School Street, principalmente para católicos franceses.
Depois de um breve período servindo a comunidade católica de Boston, ele partiu para servir os católicos dispersos da Virgínia e do Kentucky. Ele teve uma carreira bastante conturbada principalmente por causa de seu temperamento errático e de confronto. Em 1803, ele retornou à Europa e finalmente se estabeleceu em Limerick, Irlanda, Reino Unido, onde teve muito mais sucesso em seu ministério. Ele morreu lá em 1815.
Após sua morte, sua propriedade foi usada para fundar um convento das Ursulinas no Monte Benedict em Charlestown, Massachusetts. Foi fundada pelas três filhas da família com quem viveu em Limerick. O primeiro convento a ser estabelecido na Nova Inglaterra, foi incendiado por uma multidão nativista em tumultos anticatólicos em 1834.